# Бригадере, Анна
А́нна Бри́гадере (латыш. Anna Brigadere, в дореволюционных и советских источниках также Анна Кришьяновна Бригадере или Бригадер; 19 сентября [1 октября] 1861, хутор Балляс, Курляндская губерния, Российская империя — 25 июня 1933, Тервете, Елгавский уезд, Латвия) — латышская писательница, драматург.

## Биография
Окончила высшие педагогические курсы в Риге, работала гувернанткой. Писать начала в 1896 году. В своём творчестве часто обращалась к фольклорным мотивам. Писала пьесы-сказки и сатирические комедии, стихи и рассказы («Марэ», «Свекровь», «Победа»). Пьесы Бригадере ставились, чаще всего, в рижском Латышском театре. Автобиографическая трилогия «Бог, природа, труд» («Dievs, daba, darbs», 1927).

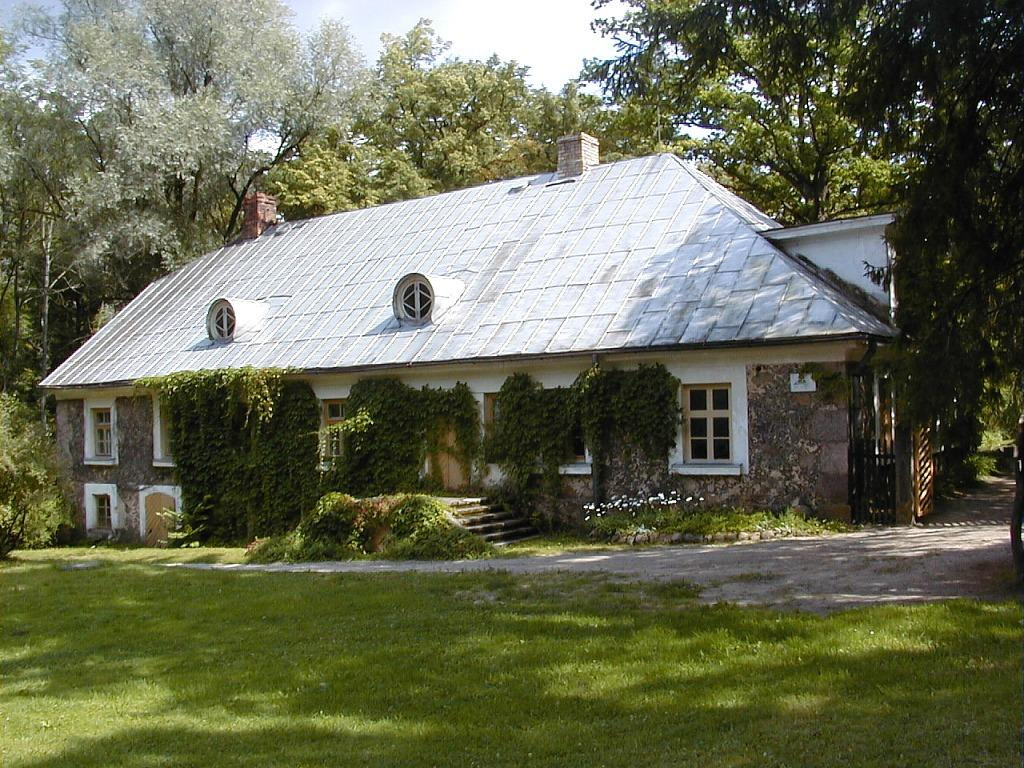
Мемориальный дом-музей Анны Бригадере «Спридиши» в Тервете
Дом в Риге, где жила Анна Бригадере

## Сказочные пьесы
- «Спридитис» («Sprīdītis», «Мальчик-с-пальчик»; 1903)[4] — экранизирована в 1982 (мультфильм) и 1985 (фильм) годах
- «Принцесса Гундега и король Брусубарда» (1911)
- «Майя и Пайя» («Maija un Paija», 1922) — экранизирована в 1990 году.
- «Жар-птица Лолиты» («Lolitas brīnumputns», 1927)

## Память
Имя Анны Бригадере носят улицы в Риге и других населённых пунктах Латвии.